# 代达洛斯
在希臘神話中，代達羅斯（希臘語：Δαίδαλος；拉丁語：Daedalus；伊特魯里亞語：Taitale）是一位技藝精湛的建築師和工匠，被視為智慧、知識和力量的象徵。 他是伊卡洛斯的父親，以及Perdix的叔叔，也可能是Iapyx的父親。他最著名的作品包括為帕西淮製作的木牛、克里特國王米諾斯用來囚禁牛頭人身怪物米諾陶諾斯的迷宮，以及他和他的兒子伊卡洛斯用來逃離克里特島的翅膀。

## 圖片

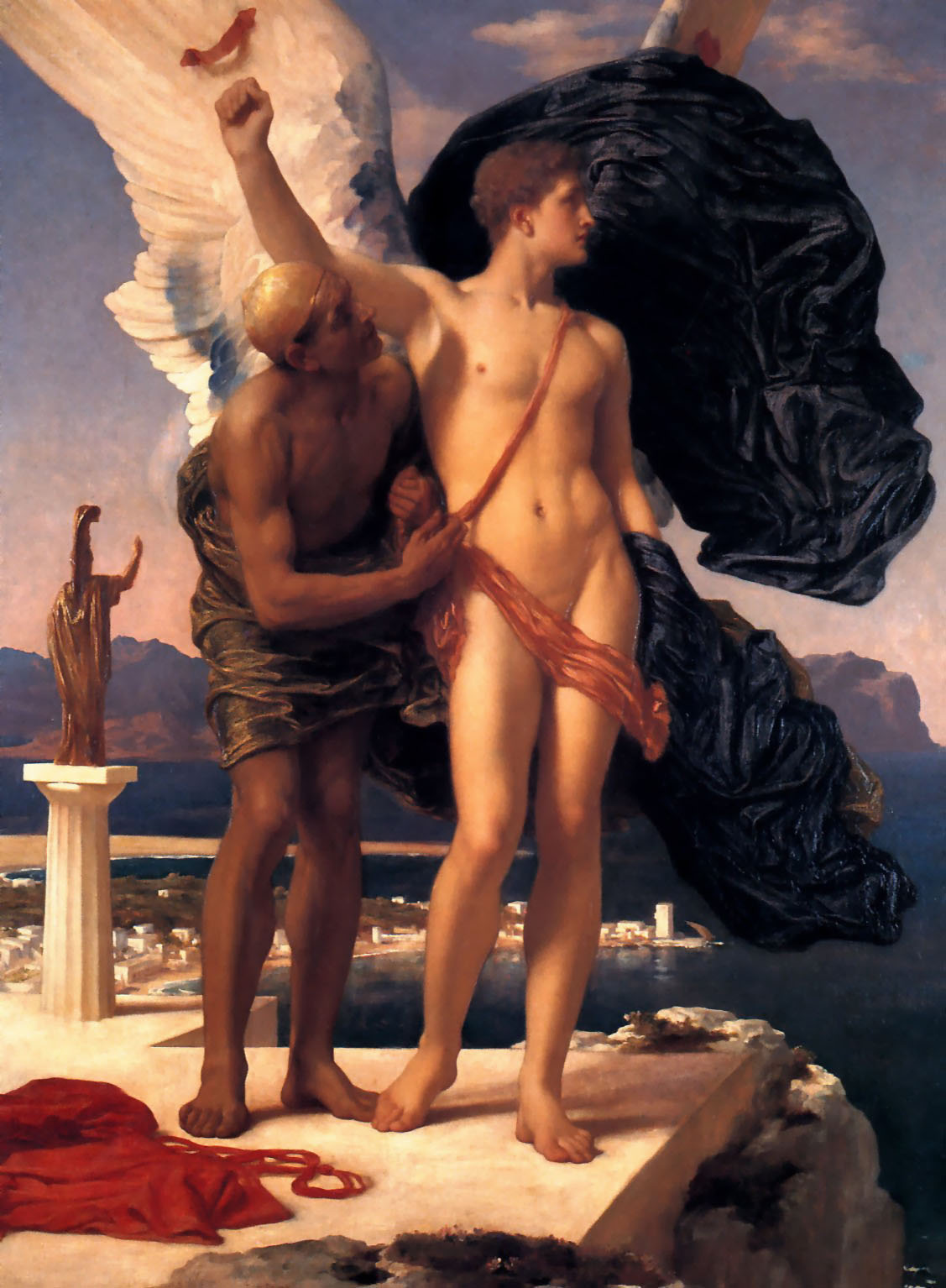
Daedalus and Icarus, by Frederick, Lord Leighton, ca 1869.
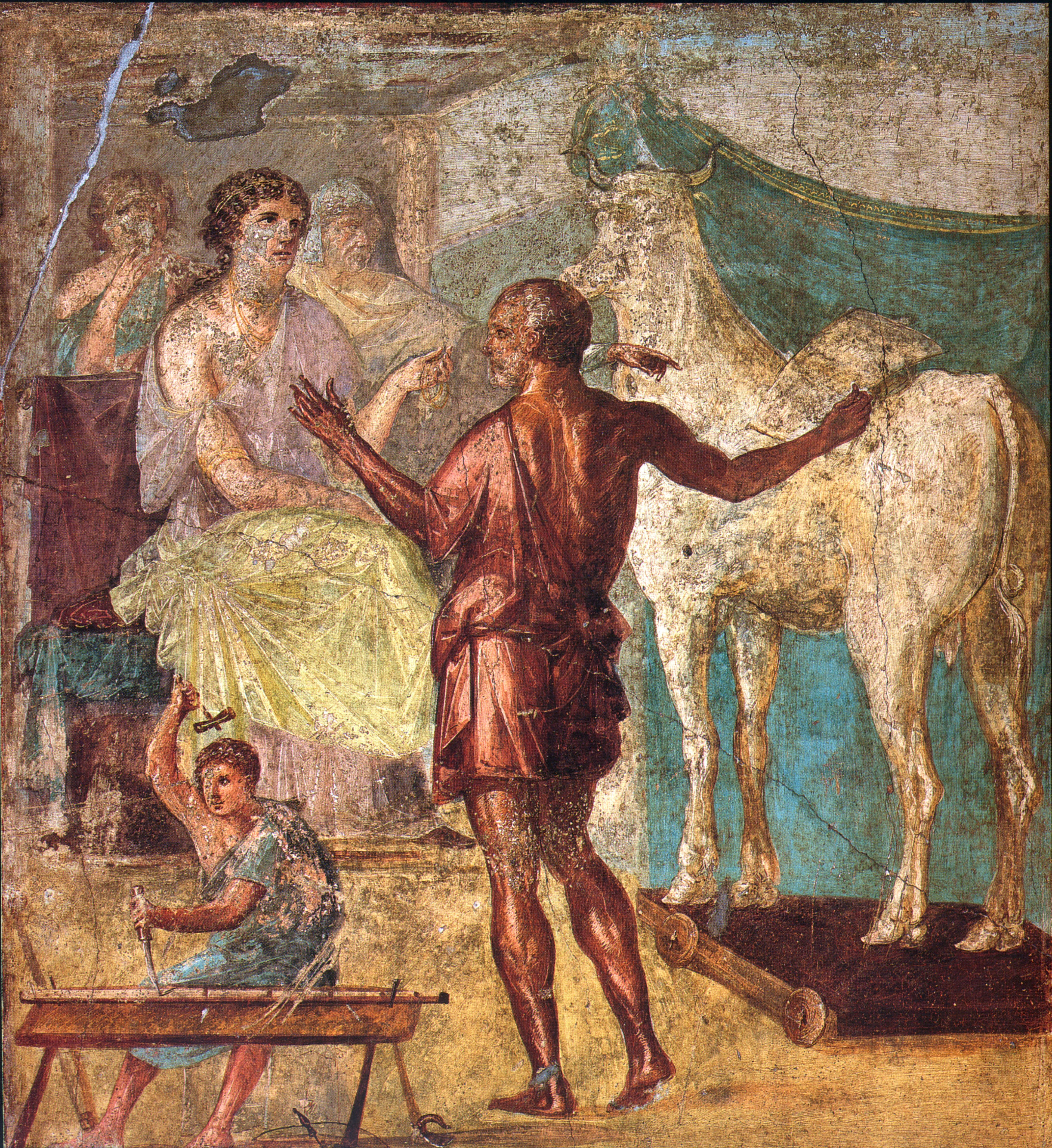
Small bronze sculpture of Daedalus, 3rd century BC; found on Plaoshnik, Republic of Macedonia.
- Daedalus and Pasiphaë. Roman fresco in the House of the Vettii, Pompeii, first century AD.

## 延伸作品
- 《波西傑克森》系列小說第四集，迷宮戰場中，代达洛斯扮演著重要的角色。化名為「昆特斯」。（Quintus，＂第五＂之意，指代達羅斯創造的第五個身體。）故事中被米諾斯王不斷的追捕。最後將自己的畢生心血（筆記型電腦裡的資料）交給書中女主角安娜貝斯（雅典娜的女兒，立志成為建築師）后安詳的死去了。死後死者判官同時也是克里特王的米諾斯審判，米諾斯曾试图將其丟入一個巨大的起士火鍋煮做為懲罰，但黑帝斯命其至冥界的日光蘭之境蓋高架橋及交流道以紓解交通壅塞的問題。
- 《天降之物》裡的工匠女配角，製作人造天使伊卡洛斯的人。
- 《遊戲王5D's》裡的一座橋，連結衛星區與新童實野市。
- 《機巧少女不會受傷》裡貝琉伯爵所設計的空中戰艦型自動人偶。
- 《在地下城尋求邂逅是否搞錯了什麼》中一條街的名字。
- 《駭客入侵》中，由光明會建立的人工智慧系統，最後由於擁有自主思考而給主角幾個對世界的選擇。
- 《Dota2》中，原DotA中的物品暴雪弩炮被重新命名为代达罗斯之殇。
- 《泰拉瑞亚》中，代达罗斯风暴弓是一把困难模式的弓，它的弓臂看起来就像是一对羽翼。[1]
- 在机动战士高达SEED DESTINY中，代达罗斯基地（Daedalus Base)为地球联合的一座军事基地，地点位于月球背面的代达罗斯环形山中。